# Charlie Cox
Charles Thomas Cox (Londres, 15 de diciembre de 1982), más conocido como Charlie Cox, es un actor británico. Es conocido por su papel como Matt Murdock / Daredevil en las series de televisión de Marvel del UCM, Daredevil (2015-2018), The Defenders (2017), She-Hulk: Attorney at Law (2022), Daredevil: Born Again (2025), y en la película Spider-Man: No Way Home (2021), Jonathan Hellyer Jones en la película de 2014, The Theory of Everything y Owen Sleater en la segunda y tercera temporadas de Boardwalk Empire de HBO (2011-2012). 
El papel que lo llevó al reconocimiento fue el de Tristan Thorn en la película de fantasía Stardust de 2007, uno de una serie de papeles que tuvo durante la primera década de su carrera en películas, series de televisión y producciones teatrales predominantemente británicas. Hizo su debut en West End al año siguiente en una reposición de las obras de Harold Pinter, The Lover y The Collection. Tras sus éxitos en la pantalla en la década de 2010, actuó en una producción teatral en 2019 de Harold Pinter, Betrayal, primero en el West End y luego en Broadway.

## Primeros años
Cox, el menor de cinco hermanos, nació en Londres, Inglaterra y se crio en East Sussex. Es hijo de Patricia (de soltera, Harley) y Andrew Frederick Seaforth Cox, un editor. Tiene un hermano, Toby (nacido en 1974) y tres medios hermanos del primer matrimonio de su padre: Emma, Zoe y Oliver.
Cox se crio como católico y se educó en dos internados independientes: Ashdown House en el pueblo de Forest Row en East Sussex y Sherborne School en la ciudad comercial de Sherborne en Dorset. Al crecer, Cox no consideró una carrera en la actuación y la consideró seriamente solo durante sus últimos años de escuela. Después de graduarse en Sherborne en 2001, se mudó a Londres y comenzó a entrenar en la Bristol Old Vic Theatre School en Bristol al año siguiente.

## Carrera

### Carrera temprana (2002-2006)
Cox interpretó su primer papel profesional significativo a los dieciocho años en el thriller psicológico Dot the i, estrenado en 2003. Después del rodaje, se matriculó en la Bristol Old Vic Theatre School. En el verano siguiente a su primer año de estudio, fue elegido como Lorenzo en El mercader de Venecia de 2004, de Al Pacino, rompiendo la política de la escuela de no permitir que los estudiantes audicionen para producciones externas. Finalmente decidió no regresar a la escuela y continuó trabajando, apareciendo como invitado en televisión y papeles secundarios en películas como el drama histórico Casanova de 2005 y la película de ciencia ficción A for Andromeda de BBC de 2006.

### Prominencia en televisión y cine (2007-2014)
El papel destacado de Cox fue el del protagonista principal, Tristan Thorn, en la película de fantasía de 2007, Stardust, que protagonizó junto a Claire Danes. La película tuvo éxito tanto con la crítica como con el público a nivel mundial y presentó a Cox a un público más amplio. Hizo su debut en West End al año siguiente en The Lover/The Collection de Harold Pinter en el Ambassadors Theatre de Londres. Comenzó las presentaciones preliminares el 15 de enero de 2008 y se inauguró el 29 de enero.
Luego fue visto en la película Stone of Destiny de 2008 como Ian Hamilton, y en el drama histórico de 2009, Glorious 39, que se estrenaron ampliamente en el Reino Unido. En 2010 tuvo el papel principal en El príncipe de Homburg de Kleist en Donmar Warehouse en Londres. En septiembre de ese año, interpretó al duque gay de Crowborough en el clóset en el primer episodio de la serie dramática de ITV, Downton Abbey. En 2011, interpretó a San Josemaría Escrivá en la película de Roland Joffé, There Be Dragons e Ishmael en la miniserie Moby Dick de Encore.
También en 2011, firmó para un papel recurrente en la segunda temporada de la serie original de HBO producida por Martin Scorsese, Boardwalk Empire como Owen Sleater, un ejecutor irlandés vinculado al IRA. Su personaje se convirtió en recurrente en la tercera temporada de la serie, transmitida en septiembre de 2012. Recibió un premio del Sindicato de Actores como parte del elenco conjunto en 2011, y otra nominación el año siguiente.
En 2013, protagonizó la película independiente Hello Carter y el thriller de BBC, Cold War Legacy. Tuvo papeles principales en dos programas piloto de CBS TV no producidos: un drama político titulado The Ordained en febrero de 2013, y un programa de Wall Street sin título producido por John Cusack en febrero de 2014. A finales de 2013, comenzó la producción de la película The Theory of Everything, donde Cox interpreta a Jonathan Hellyer Jones, el segundo marido de Jane Hawking. La película se estrenó en el Festival Internacional de Cine de Toronto en septiembre de 2014 y fue nominada a Mejor Película en los Premios de la Academia de 2015.

### Daredevil(2014-2018)
Cox interpretó a Matt Murdock en la serie de televisión Daredevil de Marvel, así como en el evento de miniserie de equipo de 2017, The Defenders, producidas y estrenadas a través de Netflix. Su actuación fue elogiada y recibió un premio Helen Keller Achievement Award por su papel por parte de la American Foundation for the Blind.
Se anunció que a Cox se le había otorgado el papel en mayo de 2014, y luego se informó que Marvel lo había considerado para él desde 2012. La producción de la primera temporada comenzó en el verano de 2014 y se estrenó en Netflix en abril de 2015. Se desarrolló durante tres temporadas y se produjo durante cuatro años, concluyendo a fines de 2018. Cox ha dicho que, si tuviera la oportunidad, estaría interesado en retomando el papel en un proyecto futuro, también señalando sus obligaciones contractuales con Marvel Studios para hacerlo.
Entre las temporadas de rodaje de Daredevil, Cox hizo su debut en el teatro de Nueva York coprotagonizando la producción fuera de Broadway de Incognito en el Manhattan Theatre Club. A fines de 2017, se anunció que se había unido al elenco de Stripped, un thriller producido por Lorenzo di Bonaventura, quien también produjo la primera película de Cox, Stardust, pero nunca se produjo. También actuó junto a Michael Caine, Jim Broadbent, Ray Winstone y otros en la película King of Thieves de 2018, basada en la historia real del atraco de joyería de Hatton Garden en 2015 en Londres; lo reunió con James Marsh, quien lo dirigió en The Theory of Everything de 2014.

### Nuevos proyectos y regreso aDaredevil(2019-presente)
Después de que Daredevil terminó abruptamente, Cox aprovechó la oportunidad para protagonizar junto a Tom Hiddleston y Zawe Ashton la producción del West End de Betrayal de Harold Pinter, que se inauguró el 14 de marzo de 2019 y se cerró el 8 de junio. Cox fue buscado para el papel por el director Jaime Lloyd, quien anteriormente lo había dirigido en la producción de 2008 de la obra de Pinter, The Lover/The Collection. Betrayal se transfirió a Broadway con el elenco original para un compromiso limitado de 17 semanas, comenzando las vistas previas el 14 de agosto y cerrando el 8 de diciembre de 2019.
Durante este período, Cox también participó en algunos de los proyectos de sus amigos. A fines de 2018 actuó en el cortometraje The Knot, dirigido por la supervisora de guion de Daredevil y The Defenders, Rebecca Schwab, y en un episodio de 2019 del programa de internet de Dungeons & Dragons de su coprotagonista de Daredevil, Deborah Ann Woll, Relics and Rarities.
En el otoño de 2020, Cox comenzó a filmar la serie de crímenes de RTE, Dublin Kin, donde protagoniza con Aidan Gillen. La serie de ocho partes se estrenó el 9 de septiembre de 2021 en AMC Plus en los EE. UU. y Canadá. En diciembre de 2021, el presidente de Marvel Studios, Kevin Feige, confirmó que Cox volvería a interpretar el papel de Daredevil en las producciones del Universo cinematográfico de Marvel del estudio; su primer proyecto "queda por verse" en ese momento. Más tarde ese mes, Cox repitió su papel de Matt Murdock en la película del UCM, Spider-Man: No Way Home (2021). La primera producción de Marvel Studios en la que apareció fue Spider-Man: No Way Home (2021), donde Matt Murdock da consejo legal a Peter Parker por aparentemente asesinar a Mysterio. En julio de 2022, se confirmó que volvería a interpretar el papel en la serie de televisión de Disney+, She-Hulk: Attorney at Law (2022) y Echo (2023), y que además prestaría su voz al personaje de la próxima serie animada Spider-Man: Freshman Year (2024), y protagonizaría una secuela-reinicio,  Daredevil: Born Again (2024).
Cox protagonizará la próxima miniserie británica de drama de espías Treason, que se estrenará en Netflix en 2023.

## Vida personal
En septiembre de 2018, Cox se casó con Samantha Thomas, vicepresidente ejecutiva de Bron TV, con quien tiene dos hijos. En el momento de su matrimonio, ambos trabajaban para Marvel Television, donde Thomas era vicepresidente de programación original y Cox protagonizó Daredevil. La familia vive en Connecticut. Cox ha vivido anteriormente en la ciudad de Nueva York, Los Ángeles y en los vecindarios de Chelsea y Highbury en Londres.
Cox es amigo cercano del actor Chris Obi. Es un aficionado al fútbol y apoya al Arsenal F.C.

## Filmografía

### Cine
| Año  | Título                          | Personaje              | Notas        |
| ---- | ------------------------------- | ---------------------- | ------------ |
| 2003 | El punto sobre la I             | Theo                   |              |
| 2004 | Things To Do Before You're 30   | Danny                  |              |
| 2004 | The Merchant of Venice          | Lorenzo                |              |
| 2005 | Casanova                        | Giovanni               |              |
| 2006 | Tirante el Blanco               | Diafebus               |              |
| 2007 | Stardust                        | Tristan Thorne         |              |
| 2008 | Harry, Henry and the Prostitute | Harry                  | Cortometraje |
| 2008 | Stone of Destiny                | Ian Hamilton           |              |
| 2009 | Glorious 39                     | Lawrence               |              |
| 2009 | Perfect                         | Paul                   | Cortometraje |
| 2009 | Big Guy                         | Chuck                  | Cortometraje |
| 2010 | There be Dragons                | Josemaría Escrivá      |              |
| 2011 | Nancy, Sid & Sergio             | Sergio                 | Cortometraje |
| 2012 | A Sunny Morning                 | Adam                   | Cortometraje |
| 2013 | Hello Carter                    | Carter                 |              |
| 2014 | La teoría del todo              | Jonathan Hellyer Jones |              |
| 2017 | Eat Locals                      | Henry                  |              |
| 2018 | King of Thieves                 | Basil                  |              |
| 2019 | The Knot                        | Exnovio                | Cortometraje |
| 2021 | Spider-Man: No Way Home         | Matt Murdock           | Cameo        |

### Televisión
| Año       | Título                       | Personaje                | Notas                                 |
| --------- | ---------------------------- | ------------------------ | ------------------------------------- |
| 2002      | Judge John Deed              | Joven Vicar              | Episodio: «Everyone's Child»          |
| 2006      | Lewis                        | Danny Griffon            |                                       |
| 2006      | A for Andromeda              | Dennis Bridger           | Película para televisión              |
| 2010      | Downton Abbey                | Duque de Crowborough     | Episodio: «1.1»                       |
| 2011      | Moby Dick                    | Ishmael                  | 2 episodios                           |
| 2011–2012 | Boardwalk Empire             | Owen Sleater             | 23 episodios                          |
| 2013      | The Ordained                 | Tom Reilly               | Película para televisión              |
| 2013      | Legacy                       | Charles Thoroughgood     | Película para televisión              |
| 2015–2018 | Daredevil                    | Matt Murdock / Daredevil | Protagonista, serie de Marvel         |
| 2017      | The Defenders                | Matt Murdock / Daredevil | Rol principal, serie de Marvel        |
| 2021      | Kin                          | Michael Kinsella         | Protagónista / Serie de TV RTE — AMC+ |
| 2022      | She-Hulk: Attorney at Law    | Matt Murdock / Daredevil | 2 episodios, serie de Marvel          |
| 2022      | Treason                      | Adam Lawrence            | Protagónista, serie de Netflix        |
| 2023      | Echo                         | Matt Murdock / Daredevil | 1 episodios, serie de Marvel          |
| 2025      | Tu amigo y vecino Spider-Man | Matt Murdock / Daredevil | Voz                                   |
| 2025      | Daredevil: Born Again        | Matt Murdock / Daredevil | Protagonista, serie de Marvel         |
| 2025      | Adults                       | Mr. Teacher              | 3 episodios                           |